# Элкесон
Э́лкесон де Оливе́йра Кардо́зу (порт.-браз. Elkeson de Oliveira Cardoso; род. 13 июля 1989, Куэлью-Нету), или же просто Э́лкесон (порт.-браз. Elkeson), после получения китайского гражданства также известен как Ай Кесен (кит. упр. 艾克森, пиньинь Ài Kèsēn) — китайский и бразильский футболист, атакующий полузащитник сборной Китая.

## Карьера
Элкесон является воспитанником бразильского клуба «Витория» из города Салвадор. В 2009 году он был переведён из резервов в первую команду. 31 мая 2009 года бразилец дебютировал в Серии А в матче с «Гремио». 28 июня он забил свой первый гол, открыв счёт в игре против «Санту-Андре».
25 мая 2011 года Элкесон перешёл в «Ботафого» за более чем 5 млн. бразильских реалов. 26 июня бразильский игрок в матче с «Гремио» на 70-й минуте ассистировал Марсело Маттосу, а на 81-й забил сам. В итоге его клуб победил со счётом 2:1.
В конце 2012 года интерес к игроку проявил китайский клуб «Гуанчжоу Эвергранд», и 24 декабря 2012 года было официально объявлено о трансфере футболиста. Контракт был рассчитан на четыре года и обошёлся в € 5,7 млн. В первом же сезоне показал отличный результат, забив 36 голов и сделав 16 голевых передач, и тем самым стал лучшим бомбардиром и победителем лиги. В Лиге чемпионов АФК забил 6 голов и сделал 2 голевых передач в 6 матчах, а его команда выиграла кубок.. 21 ноября 2015 забил единственный гол, ставший победным, в ответном матче финальных матчей Лиги чемпионов АФК 2015.
В январе 2016 года «Шанхай СИПГ» заплатил € 18,5 млн за игрока.
В августе 2019 года получил китайское гражданство и имя Аи Кесен. Элкесон стал одним из 9 натурализованных игроков, которая Китайская Федерация Футбола намерена привлечь к играм отбора к Чемпионату Мира в Катаре в 2022 году.

## Достижения

### Командные
Витория
- Лига Баияно (2): 2009, 2010

Гуанчжоу Эвергранд
- Суперлига Китая (2): 2013, 2014
- Лига чемпионов АФК (2): 2013, 2015

### Личные
- Золотая бутса китайской Суперлиги (2): 2013, 2014